# Best of Illés Miért hagytuk, hogy így legyen
Best of Illés Miért hagytuk, hogy így legyen 1996-ban jelent meg, válogatás az Illés-együttes legjobb számaiból.
Habár a kiadvány válogatás, megjelenése újdonságokat is hozott, mivel elérhetővé váltak egyes, a Nehéz az út-on megjelent számok az ott hallható rákevert beszélgetés, illetve taps nélkül. A Ne gondold, a Little Richard, az Óh, mondd és a Nehéz az út tiszta változata korábban csak kislemezen jelent meg, az Az ész a fontos és a Mondd, hogy nem hiszed el számok pedig korábban egyáltalán nem jelentek meg tisztán, csak a Cintula-féle beszélgetésbe ágyazva. Szintén újdonság volt az Illések és pofonokról az Újra itt van és a Nem akarok állni az albumon hallható vonatzaj nélkül.

## Az album dalai
Minden dal Szörényi Levente és Bródy János szerzeménye, kivéve azok, ahol a szerzőség jelölve van.
1. Újra itt van (Szörényi Szabolcs-Bródy János) – 2:33
2. Ne gondold – 2:46
3. Te kit választanál – 4:29
4. Nem akarok állni – 3:23
5. Kégli dal – 3:34
6. Keresem a szót – 2:57
7. Little Richard – 2:14
8. Nem érti más – 3:52
9. Igen – 2:54
10. Amikor én még kissrác voltam – 2:47
11. Óh, mondd – 2:21
12. Az utcán – 3:05
13. Láss, ne csak nézz – 3:03
14. Az ész a fontos (Szörényi Szabolcs-Bródy János) – 3:56
15. Good-bye London – 3:21
16. A szó veszélyes fegyver – 3:57
17. Mondd, hogy nem hiszed el – 3:16
18. Nehéz az út – 3:04
19. Miért hagytuk, hogy így legyen (Illés Lajos-Bródy János) – 2:33

## Közreműködők
- Illés Lajos – billentyű, ének
- Szörényi Levente – ének, gitár, zongora, vokál
- Szörényi Szabolcs – ének, basszusgitár, vokál
- Bródy János – gitár, ének
- Pásztory Zoltán – dob, ütőhangszerek